# Allgemeine Zeitung (Germania)
Allgemeine Zeitung è stata un periodico in lingua tedesca pubblicato tra il 1798 e il 1929.

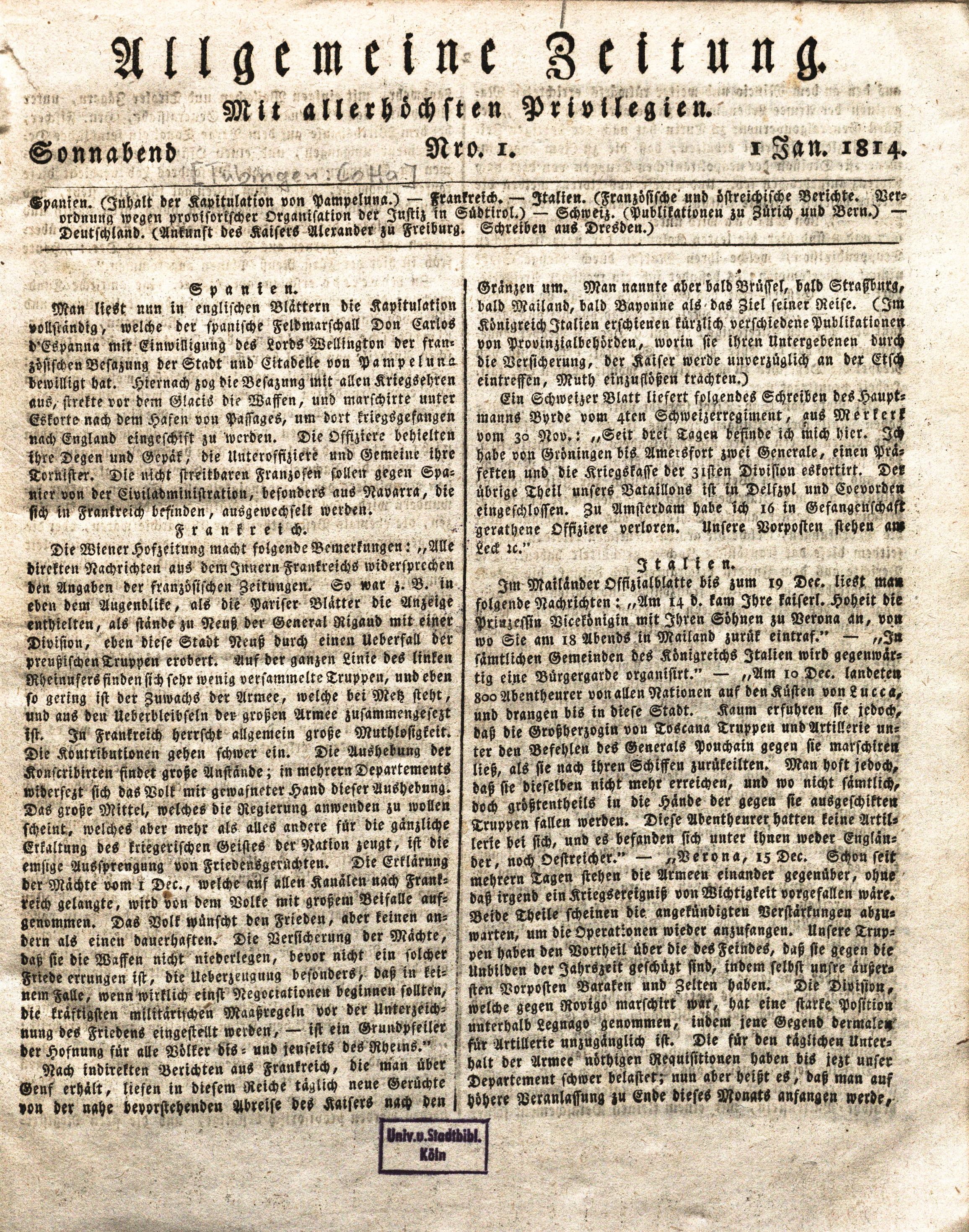
Allgemeine Zeitung, prima pagina del 1º gennaio 1814

## Storia
L'Allgemeine Zeitung fu fondata dall'editore di Tubinga (Ducato del Württemberg) Johann Friedrich Cotta, editore fra l'altro delle opere di Schiller e di Goethe. In origine il titolo del periodico era "Neueste Weltkunde" ("Nuovissime informazioni sul mondo"), la periodicità quotidiana e primo direttore, dopo la rinuncia di Schiller, fu Ernst Ludwig Posselt, un insegnante liceale di storia simpatizzante per la Rivoluzione francese. Il primo numero uscì a Tubinga il 1º gennaio 1798. A causa delle pressioni della corte imperiale viennese sul Württemberg, nel settembre 1798 il Neueste Weltkunde fu trasferito a Stoccarda (sempre nel Württemberg) e ribattezzato "Allgemeine Zeitung". Per difficoltà con la censura, nel 1803 la redazione fu spostata a Ulma (Ducato di Baviera) fino al 1807, anno in cui fu trasferita ad Augusta (Regno di Baviera). In quel periodo il quotidiano era composto da quattro pagine; una volta a settimana vi era allegato un "Außerordentliche Beilage" ("Supplemento straordinario") più ampio; nei primi anni non conteneva pubblicità o annunci economici. 
L'Allgemeine Zeitung divenne ben presto il giornale di lingua tedesca più autorevole e il più diffuso all'estero. Nel 1840 il ministro plenipotenziario francese presso la corte bavarese la considerava "la plus influente de toutes les gazettes de l'Europe" e dieci anni dopo aveva una tiratura attorno alle 10 mila copie. Non esistendo la figura del giornalista di professione, i collaboratori erano commercianti, militari, studiosi, viaggiatori, religiosi, insegnanti. Per evitare ritorsioni, gli articoli non erano firmati, ma siglati; le corrispondenze dall'estero occupavano lo spazio maggiore. Fra i principali collaboratori vi furono Heinrich Heine, in qualità di corrispondente da Parigi,, e Ferdinand Gregorovius, corrispondente dall'Italia.
Il 1º ottobre 1882 la sede dell'Allgemeine Zeitung divenne Monaco di Baviera; il 22 aprile 1895 la casa editrice Cotta fu acquistata dall'editore Adolf von Kröner, ma nel 1895 l'Allgemeine Zeitung fu separata dalle altre attività di Kröner e trasformata in una GmbH. Con il numero di martedì 31 marzo 1908, l'Allgemeine Zeitung cessò le pubblicazioni come quotidiano e continuò da allora in poi come settimanale; il giorno di uscita era il sabato (dal settembre del 1923 la domenica). L'Allgemeine Zeitung ritornò ad essere un quotidiano da mercoledì 2 gennaio 1924 con il sottotitolo "Süddeutsches Tagblatt - Großdeutsche Rundschau"; ma dal 1º marzo 1925 il titolo «Allgemeine Zeitung» fu sostituito da  «AZ Morgen» (l'edizione del mattino) e «AZ Abend» (l'edizione serale). Con l'AZ Abend» del 29 luglio 1929 cessarono definitivamente le pubblicazioni.